# Plecotus ognevi
Plecotus ognevi és una espècie de ratpenat de la família dels vespertiliònids. Viu a la Xina, el Kazakhstan, Corea del Nord, Corea del Sud, Mongòlia i Rússia. El seu hàbitat són les estepes, la taigà, els boscos de muntanya i els boscos temperats. És una espècie en risc mínim, és a dir, no sembla que hi hagi cap amenaça significativa per a la seva supervivència. Fou anomenat en honor del naturalista i zoòleg soviètic Serguei Ogniov (a vegades transcrit com a Ognev).